# 鳴門市民歌
「鳴門市民歌」（なるとしみんか）は、徳島県鳴門市が制定した市民歌である。作詞・仁木正、作曲・岡本敏明。

## 解説
1948年（昭和23年）に鳴門市の市制1周年を記念して制定された。歌詞は懸賞募集によるもので、169篇の応募作から撫養中学校（現在の第一中学校）教諭・仁木正の作品が「鳴門の渦のすばらしさや市勢発展を表現した明るい内容」であることが評価されて一等入選で採用される。歌詞の選定後、二等入賞作の「躍進鳴門」（作詞・貴志美沙子）と合わせて岡本敏明に作曲を依頼し、7月3日に新民謡「鳴門ぶし」（作詞・唐崎瑛司、作曲・中山晋平）と3曲合わせて発表演奏会が行われた。
上記3曲とも、歌詞と楽譜は1971年（昭和46年）刊の『鳴門市史』別巻に収められている。鳴門は第一次世界大戦下でドイツ人捕虜を収容するため設けられた板東俘虜収容所においてベートーヴェンの交響曲第9番が日本で初めて演奏された地として知られており、上記の3曲以前から文部省唱歌「鳴門」を始め多くの楽曲で題材とされて来た経緯から公立校における音楽の指導に熱心な土地柄とされ、この「鳴門市民歌」も戦後復興期に制定された自治体歌としては珍しく幅広い世代の市民に膾炙している。